# Erika Vikman
Erika Vikman, finska pevka in pesmopiska; * 20. februar 1993, Tampere, Finska.

## Otroštvo in izobraževanje
Erika Vikman se je rodila 20. februarja 1993 v Tampereju. Kasneje je odraščala v Lempääläju in Poriju. Njena mati je bila prav tako pevka, ki je prepevala finski tango in tekmovala na festivalu Tangomarkkinat. Ima sestro Jenniko, ki je tudi pevka. S petjem se je začela ukvarjati kot najstnica in leta 2008 je zmagala v dekliškem odseku mladinskega tango tekmovanja. Kasneje, leta 2010, je nastopila tudi na tekmovanju v Tampereju.
Srednjo šolo je obiskovala v Tampereju. Srednješolsko izobraževanje je končala leta 2013. Nato je študirala pop in jazz petje na glasbenem kolidžu v Pirkanmaaju.

## Kariera
Svojo poklicno kariero začela leta 2013, potem ko je bila izbrana za tekmovalko v sedmi sezoni finske različice Idolov. V oddaji je zasedla sedmo mesto. Po odhodu iz skupine Idols se je uveljavila kot pevka finskega tanga. Leta 2015 je nastopila na Tangomarkkinatu, kjer je zasedla drugo mesto. Nase je opozorila zlasti z zmago na festivalu Tangomarkkinat leta 2016. Kasneje je začela ustvarjati elektropop. Leta 2017 je podpisala pogodbo s glasbeno založbo Sony Music ter izdala svoj prvi singel »Ettei mee elämä hukkaan«.
Leta 2025 se je uvrstila na nacionalni izbor za Pesem Evrovizije, na katerem bodo izbrali finskega predstavnika na Evroviziji 2025. Nastopila je s skladbo »Ich komme« in zmagala ter tako pridobila pravico zastopati Finsko na Pesmi Evrovizije.

## Diskografija

### Albumi
| Naslov       | Podatki | Najvišja uvrstitev na lestvicah |
| Naslov       | Podatki | FIN                             |
| ------------ | --- | ------------------------------- |
| Erika Vikman | - Datum izida: 20. avgust 2021 - Založba: Warner Music Finland, Mökkitie Records - Formati: digitalni prenos | 1                               |

### Singli
| Naslov                                    | Leto | Najvišja uvrstitev | Album                       |
| Naslov                                    | Leto | FIN                | Album                       |
| ----------------------------------------- | ---- | ------------------ | --------------------------- |
| »Etkö uskalla mua rakastaa«               | 2015 | —                  | singli nisi izšli na albumu |
| »Ettei mee elämä hukkaan«                 | 2017 | —                  | singli nisi izšli na albumu |
| »Säännöt«                                 | 2017 | —                  | singli nisi izšli na albumu |
| »Jos osaisin sanoa ei«                    | 2017 | —                  | singli nisi izšli na albumu |
| »Cicciolina«                              | 2020 | 5                  | Erika Vikman                |
| »Syntisten pöytä«                         | 2020 | 3                  | Erika Vikman                |
| »Häpeä«                                   | 2021 | 15                 | Erika Vikman                |
| »Tääl on niin kuuma« (with Arttu Wiskari) | 2021 | 6                  | Erika Vikman                |
| »Huonoja ideoita« (with Antti Tuisku)     | 2021 | 12                 | singli niso izšli na albumu |
| »Elizabeth Taylor«                        | 2023 | 46                 | singli niso izšli na albumu |
| »Ruoska« (s Käärijäm)                     | 2024 | 1                  | singli niso izšli na albumu |
| »Aivan sama« (z Janno in F)               | 2024 | 42                 | singli niso izšli na albumu |
| »Myynnissä«                               | 2024 | 34                 | singli niso izšli na albumu |
| »Ich komme«                               | 2025 | 2                  | singli niso izšli na albumu |